# Kaori Sakagami
Kaori Sakagami (坂上香織) est une chanteuse et actrice japonaise née le 29 juillet 1974 à Nagasaki, ayant notamment interprété le générique Platonic Tsuranuite de la série Ranma 1/2 en 1989 et joué le rôle de l'héroine de la série Video Girl Ai en 1991. 

## Discographie
Singles
- 1988 : Lace Cardigan (レースのカーディガン?)
- 1988 : Akai Pochette (赤いポシェット?)
- 1989 : Platonic Tsuranuite (プラトニックつらぬいて?)
- 1989 : Good-bye My Love (グッドバイ・マイ・ラブ?)
- 1990 : Hitomi no Diary (瞳のダイアリー?)

Albums
- 1988 : Kisetsu no Prologue (季節のプロローグ?)
- 1989 : Natsuyasumi (夏休み?)
- 1990 : Are You Ready?

Compilations
- 1990 : Best Now - Sakagami Kaori
- 2003 : Golden Best - Sakagami Kaori

## Filmographie
- 1991 : Den'ei Shōjo - Video Girl Ai
- 1995 : Hana Yori Dango